# Damalis simplex
Damalis simplex är en tvåvingeart som först beskrevs av Charles Howard Curran 1934.  Damalis simplex ingår i släktet Damalis och familjen rovflugor. Inga underarter finns listade i Catalogue of Life.